# Пажвак, Абдуррахман
Абдуррахман (Абдул Рахман) Пажвак (перс. عبدالرحمن پژواک‎;
7 марта 1919, провинция Газни, Эмират Афганистан — 8 июня 1995, Хаятабад, Пешавар, Пакистан) — афганский прозаик, поэт и переводчик, журналист, дипломат, общественный деятель. Один из основоположников современной афганской персоязычной литературы.

## Биография
Происходил из родовитой пуштунской семьи. Сын судьи. Получил образование в Афганистане. Окончил лицей «Хабибия» в Кабуле. Начал свою карьеру в качестве журналиста.
Работал директором отдела внешних публикаций департамента печати правительства Афганистана в Кабуле. Позднее, был редактором ежедневной газеты «Ислах», издававшейся в Кабуле, затем являлся генеральным директором информационного агентства Бахтар. Позже вернулся на работу в департамент печати правительства на должность генерального директора по вопросам информации и печати.
С 1946 года состоял на дипломатической службе, был назначен атташе по вопросам культуры и печати королевского посольства Афганистана в Лондоне. В следующем году принят в секцию информации Международной организации труда, где работал на протяжении двух лет. В 1949 году, вернувшись на дипломатическую службу своей страны, был назначен на должность атташе по вопросам культуры и печати королевского посольства Афганистана в Вашингтоне. Оставался на этой должности до 1951 года, после чего возвратился в Кабул на должность директора секции по делам Азии и Африки МИДа, исполнял обязанности директора секции Организации Объединённых Наций в политическом департаменте министерства иностранных дел Афганистана.
В 1957 году был назначен генеральным директором департамента по политическим вопросам министерства иностранных дел и находился на этом посту до назначения в 1958 году Постоянным представителем Афганистана при Организации Объединённых Наций.
Возглавлял делегацию своей страны на всех сессиях Генеральной Ассамблеи начиная с тринадцатой сессии в 1958 году.
С 1959 по 1961 год А. Пажвак представлял Афганистан в Экономическом и Социальном Совете. Председатель Комиссии по правам человека ООН (1963).
Представлял Афганистан на ряде международных конференций, включая Бандунгскую конференцию в 1955 году, Подготовительную конференцию министров иностранных дел, состоявшуюся в Каире в 1961 году, и Белградскую конференцию глав государств и правительств неприсоединившихся стран в 1961 году, возглавлял делегацию Афганистана на конференциях министров иностранных дел в Джакарте (1964) и в Алжире (1965). Являлся также членом делегации Афганистана на второй Конференции глав государств и правительств неприсоединившихся стран, состоявшейся в Каире в 1964 году.
Председатель 21-й сессии Генеральной Ассамблеи ООН (20 сентября 1966 — 19 сентября 1967). Посол Афганистана в ФРГ (1972), Индии (1973), Великобритании (с 1976).
После Апрельской революции 1978 года в Афганистане отозван со всех должностей и заключён под домашний арест. В 1982 г. ему было разрешено уехать на лечение, получил политическое убежище в Соединённых Штатах, где прожил до 1991 года, затем переехал в Пешавар (Пакистан). А. Пажвак скончался в Хаятабаде в Пешаваре 8 июня 1995 года.

## Творчество
Один из ведущих представителей романтического направления в литературе Афганистана.
Писал на языках пушту и дари. Автор поэм по мотивам афганских народных сказок: «Принц Буста», «Трое любящих», «Рудаба и Заль», «Возлюбленные из Диларама» (все 1957 год). В новелле «Дочь кочевья», исторических стихотворных драмах «Кайхусрау и Сиявуш», «Долг» (все 1957 год), «Заветная рупия» (на языке пушту; отдельное издание — 1958 год), проникнутых отголосками народных преданий, обратился к воспеванию патриархальной старины, событий героического прошлого. Ряд его работ переведён и опубликован на английском, французском, арабском и русском языках.
Среди произведений Пажвак — лирико-философские новеллы «Совесть», «Скиталец» (обе 1957 год); переводы произведений Р. Тагора, Х. Джебран и др.).
Почётный член Афганской королевской академии литературы. Член Афганского общества исторических исследований.